# Néant-sur-Yvel
Néant-sur-Yvel är en kommun i departementet Morbihan i regionen Bretagne i nordvästra Frankrike. Kommunen ligger i kantonen Mauron som tillhör arrondissementet Vannes. År 2022 hade Néant-sur-Yvel 1 070 invånare.

## Befolkningsutveckling
Antalet invånare i kommunen Néant-sur-Yvel
| Referens: INSEE |